# André Salvat
André Salvat (Prada, 16 de maig del 1920 – Perpinyà, 9 de febrer del 2017) va ser un coronel de l'exèrcit francès, veterà de la Segona Guerra Mundial, de la Guerra d'Indoxina i de la Guerra d'Algèria. Se li va concedir la condecoració de l'Orde de l'Alliberament pels seus serveis a la Segona Guerra Mundial.